# Daisy de Lawayss
Daisy de Lawayss (24 novembre 1862 – 1871) era presumibilmente la figlia segreta della regina delle Due Sicilie Maria Sofia di Baviera e del suo amante Armand de Lawayss. La sua effettiva esistenza però è ancora oggetto di discussione tra gli storici. Chi sostiene la sua esistenza ricostruisce la seguente storia.
Maria Sofia era sposata con l'esiliato re di Borbone Francesco II delle Due Sicilie.
Può darsi che la regina fosse aiutata e coperta dalla propria cameriera Marietta e dalla sorella Matilde di Baviera.
Maria Sofia e il belga Armand si conobbero all'arrivo dei Borbone a Roma dopo l'assedio di Gaeta. Armand faceva parte all'epoca di una compagnia di Zuavi pontifici. Poco dopo venne nominato da papa Pio IX cavaliere d'onore della regina.
Nell'aprile del 1862 Maria Sofia si accorse di essere incinta.
Non potendo a lungo nascondere il suo stato, si finse malata e bisognosa dell'aria fresca di montagna e partì per la Baviera. Qui la madre Ludovica di Baviera riunì un consiglio di famiglia, a cui partecipò il fratello Massimiliano di Baviera e l'imperatrice Elisabetta di Baviera, perché si trovasse un modo per evitare scandali e mantenere segreta la nascita.
Maria Sofia, così come organizzato dai parenti, soggiornò e partorì nel convento di San'Orsola. Le stettero vicino la fedele Marietta e la cognata Henriette Mendel. Inaspettatamente il parto fu gemellare: nacquero due bambine che l'abate Ulrico von Tuerk, tra l'altro figlio naturale di Luigi I di Baviera, chiamò Daisy e Viola. Altre fonti invece riportano la nascita di un'unica bambina.
Maria Sofia, tempo di rimettersi dal parto, dovette tornare dal marito a Roma, al quale alla fine disse la verità. Era stata via un anno.
Armand fu sempre tenuto aggiornato da Matilde, che la sorella utilizzava da tramite per inviare e ricevere le lettere. Il giovane innamorato arrivò, nonostante fosse malato, perfino in Baviera pur di rivedere l'amata, ma la famiglia di lei aveva imposto ogni divieto a Maria Sofia di rivedere ancora l'amante.
Armand poté vedere soltanto le figlie, le cui esistenze da lì a poco avrebbero preso strade diverse. La piccola Viola fu affidata agli zii Luigi di Baviera e Henrietta che, per non destare sospetti, si trasferirono nella riviera ligure e lì denunciarono la nascita di una bambina. Da quel momento Viola non esistette più e il suo posto fu preso da Maria Luisa von Wallersee.
La piccola Daisy, invece, fu riconosciuta dal padre, che aveva dovuto abbandonare il servizio militare perché ammalato, e andò a vivere con lui a Bruxelles.
Le sorelle ebbero modo di rivedersi qualche volta, ospiti entrambe di Maria Sofia, che nei loro confronti mantenne sempre il massimo riserbo e si comportava come una normale e affettuosa zia. Le fanciulle mantennero tra di loro sempre buoni rapporti e si scrivevano frequentemente nei periodi in cui erano lontane, senza mai sapere però del loro vero legame.
Maria Sofia riuscì a rivedere anche Armand. L'incontro avvenne a Parigi, ma l'uomo era talmente malato che morì pochi mesi dopo nel 1870.
Anche Daisy contrasse la tubercolosi, probabilmente contagiata dal padre, e morì l'anno successivo.